# Марин (Понтеведра)
Марин (шп. Marín) град је у Шпанији у аутономној заједници Галисија у покрајини Понтеведра. Према процени из 2017. у граду је живело 24 878 становника.

## Становништво
Према процени, у граду је 2017. живело 24 878 становника.
| 2001.  | 2010.  | 2017.  |
| ------ | ------ | ------ |
| 25.487 | 25.997 | 24.878 |